# Yeshe-Ö

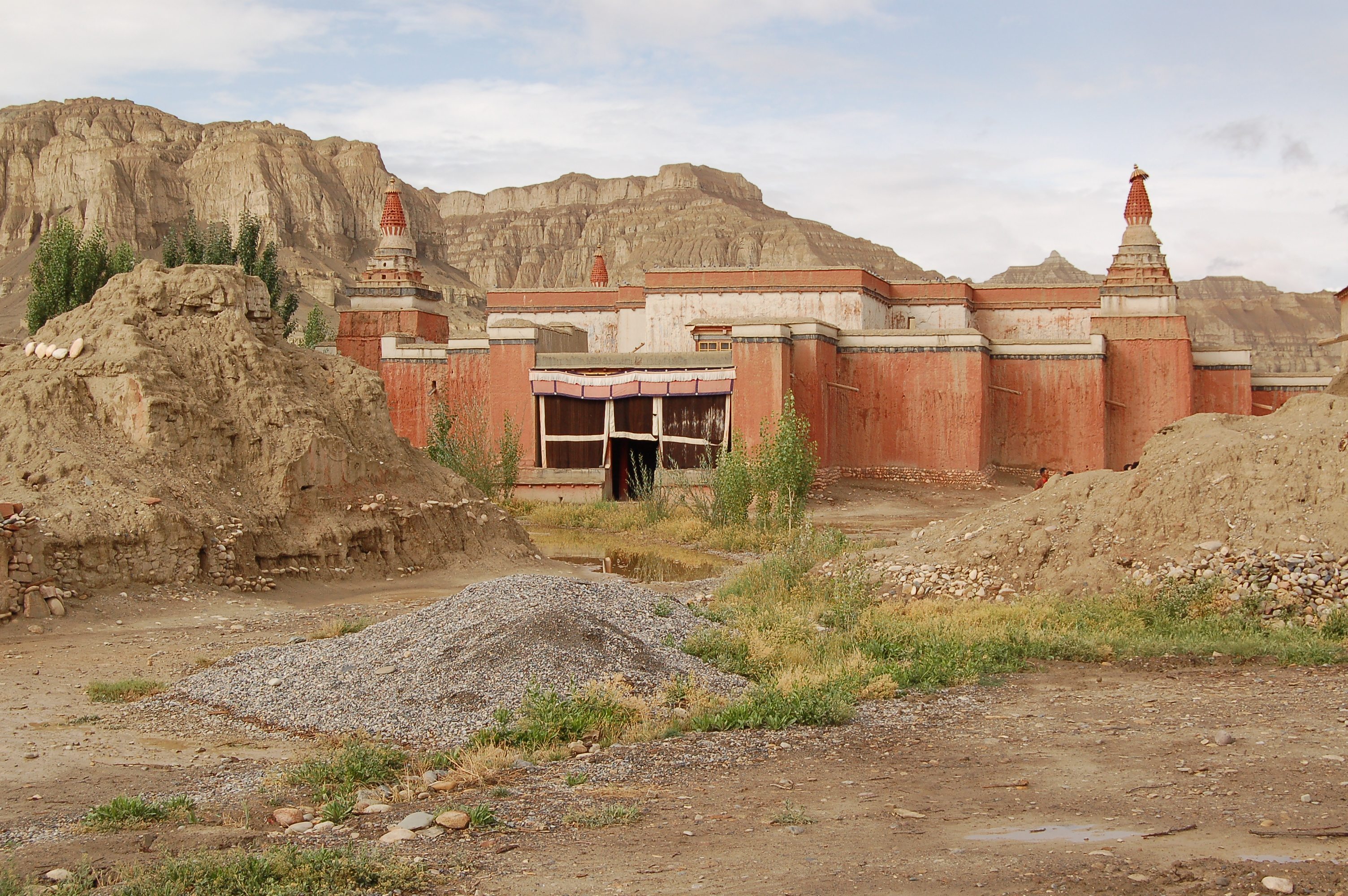

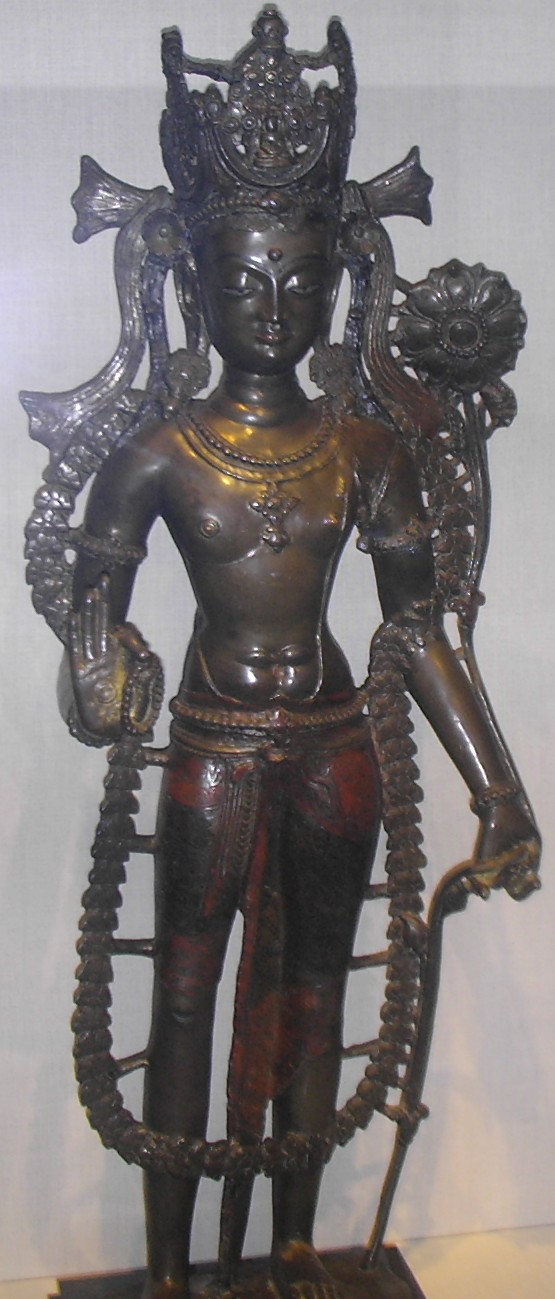
Tibetan Bodhisattva of compasión (Avalokiteshvara)
Estatua de cobre y de latón con aleaciones de estaño, cera de color, oro y pigmentos. Hecho en el oeste de Tíbet, Ngari, desde el reino de Guge, fechado entre 1000 y 1050 a. C.

Yeshe-Ö (959-1040) (nombre de nacimiento, Khor-re; nombres espirituales: Jangchub Yeshe-Ö, Byang Chub Ye shes' Od, Lha Bla Ma, Hla Lama Yeshe O, Lalama Yixiwo, bKra shis mgon; también Dharmaraja o "Rey Noble") fue un notable emperador de la dinastía de los treinta reyes que gobernaron en el Tíbet posterior a la llegada del budismo. Nacido Khor-re, es más conocido como Lhachen Yeshe-Ö, su nombre espiritual. Fue el segundo rey en la sucesión del reino de Guge ubicado en el suroeste del altiplano tibetano. La extensión del reino era aproximadamente equivalente al área de Zhangzhung, reino que existió hasta el siglo VII.
Conocido también como el "rey-monje" debido a su inclinación teocrática gobernó en la zona occidental del Tíbet. En 997, bajo su mandato se construyeron diversos monasterios, tales como el monasterio de Tholing cuando Tholing (chino: Zanda) era la capital de Guge. Se le atribuye la restauración y expansión del budismo tibetano como una tradición organizada y monástica.  Quien junto con personajes como Atisha, y Rinchen Zangpo, concluyeron la traducción de textos budistas, dando paso a la producción de textos propiamente tibetanos.
Yeshe-Ö abdicó el trono en el año 975 para convertirse en lama. 

## Biografía
Desde joven, Yeshe-Ö estuvo interesado en asuntos religiosos, sin embargo, cuando el rey Tashi-gon (bKra-shis-mgon) murió sin un heredero, Yeshe-Ö como su sobrino, fue elegido sucesor del fallecido emperador. 
Para el año 967, el joven monarca, fusionó los reinos de Tashigon y Detsugon convirtiéndolo en un solo imperio, mismo que cubría las regiones de Burang, Guge, Zanskar, Lahaul, Spiti y Kinnaur.

## Características de su gobierno
Yeshe Ö creía en un modelo social basado en las tres "R"s como sus siglas en inglés lo indican: educación religiosa (religious education), arquitectura religiosa (religious architecture) y reformas religiosas (religious reform) que durante la diseminación del budismo en la India permeó también las tradiciones filosóficas, religiosas, literarias, artísticas y arquitectónicas del Tíbet a través de la región de Guge.
Junto con su hermano, gobernó la región de Occidental del Himalaya. En donde fundó varios templos mientras la nobleza de Tíbet perdía poder gracias a las instituciones. 
Durante su gobierno, se opuso a las formas esotéricas del tantrismo mismas que prevalecieron en el Tíbet.
El gran número de trabajos artísticos realizados con bronce rinden honor a Naaraja, uno de los dos hijos de Yeshe Ö.

### Primeros años como emperador
Su primer acto como gobernante y bajo el título de "bka' shog chen mo" (Grande Dictums), fue gobernar bajo una aproximación teocrática como modelo político y objetivo a seguir dentro de su gobierno; razón por la cual se dio a conocer como el 'rey -monje'.
En 997, luego de 30 años en el trono,  establece el monasterio de Tholing, con el objetivo de asegurar la propagación del budismo en el Tíbet.
```
Otra de sus acciones para el sostenimiento de dicho monasterio, fue introducir un impuesto 
obligatorio 
a granjeros y extranjeros para el mantenimiento del mismo.
[
5
]
[
2
]
```

Siguiendo la base religiosa de las prácticas adquiridas en la India, Yeshe Ö mandó traer 21 novicios, de entre 10 y 20 años de edad, especialmente elegidos para ser entrenados como monjes en Kashmir y otras partes de India. Mismos que fueron educados en renombradas instituciones budistas y que posteriormente traducirían las escrituras budistas del sánscrito al idioma tibetano. Otro acto único ayudado en la "segunda difusión de budismo" en Tíbet, el cual es atribuido a Yeshe-Ö.
Se dice que debido a las extremas condiciones del clima de India del norte, de los 21 aprendices, tan solo dos sobrevivieron:  Lekpai Sherpa y Rinchen Zangpo. Este último designado por Yeshe-Ö gracias a su notable desempeño, como el responsable de traducir y difundir las escrituras budistas así como de la construcción de más monasterios en el Tíbet. 
Entre los más importantes se encuentran el antes mencionado monasterio de Tholing, el primero construido en el Tíbet occidental, el monasterio de Tabo en Ladakh, y el monasterio de Khochar.Todos construidos bajo el mandato del emperador.

## Legado
Se le atribuye la creación del primer monasterio en el Tíbet, creado en 997.
Otra de sus aportaciones a la cultura budista, son los miles de traducciones hechas durante su dinastía para difundir dicha ideología, así como la política de "La no violencia".
En el siglo X, el monasterio fue reconstruido luego de haber sido dañado por los Guardias Rojos durante la Revolución Cultural en 1967, mismo que aún subsiste.
Durante una investigación de campo realizada en el Lotsava Lakhang en Riba, en Ngari, se descubrió una pintura de ocho monjes, incluyendo Rinchen Zangpo, enviados a Kashmir por Yeshe Ö con el fin de difundir el Mahayana desde la zona occidental hasta el oeste Tíbet.